# Ansei
La Era Ansei (安政) fue el nombre de una era japonesa (年号, nengō) posterior a la Era Kaei y anterior a la Era Man'en. La era de Ansei comprende los años 1854 al 1860.  Reinó el emperador Kōmei (孝明天皇, Kōmei-tennō).

## Cambio de la Era
La era Ansei comienza en noviembre del 7.º año de la era Kaei (1854).
Debido a los desastres producidos por el incendio en el Palacio Imperial, terremotos, y al arribo de los "Barcos Negros" (Los Barcos del Comodoro Matthew Perry, la era cambió y pasó a ser llamada Era Ansei (literalmente: "Era del Gobierno Calmo/de la paz").

### Fuente del nombre
De la frase: "庶民安政、然後君子安位矣" ("Gobierna pacíficamente a las masas y entonces el Reino se mantendrá en paz").

## Eventos de la Era
- Ansei gannen (安政元年) ou Ansei 1 (1854):
- Ansei 2, el 2.º día del 10.º mes (11 de noviembre de 1855): Terremoto Ansei-Edo(安政江戸地震) en el Área de Edo (La Actual Tokio).[4]

- Ansei 5, el 19.º día del 5.º mes (29 de julio de 1858): Firma del Tratado de Paz y Amistad (日米修好通商条約, Nichibei Shūkō Tsūshō Jōyaku) -- Japón y los Estados Unidos.[5]

- Ansei 5-6 (1858 - 1859): La Purga de Ansei.[6]

- Ansei 7, el 11.º día del 2.º mes ( 3 de marzo de 1860): Ocurren disturbios en las afueras de la entrada Sakurada, Castillo Edo; asesinado de Ii Naosuke.[7]

## Reférencias